# Andrzej Pruszkowski
Andrzej Marek Pruszkowski (ur. 23 marca 1960 w Michowie) – polski polityk, samorządowiec, prezydent Lublina w latach 1998–2006, w latach 2006–2007 przewodniczący Sejmiku Województwa Lubelskiego, w latach 2024–2025 p.o. dyrektora, a od 2025 dyrektor Muzeum Zamoyskich w Kozłówce.

## Życiorys
Jest absolwentem III Liceum Ogólnokształcącego im. Unii Lubelskiej w Lublinie. Ukończył następnie socjologię na Katolickim Uniwersytecie Lubelskim oraz studia podyplomowe z zakresu prawa pracy na Uniwersytecie Adama Mickiewicza w Poznaniu.
Przed 1998 zajmował kierownicze stanowiska w administracji publicznej. W latach 1994–1998 był wiceprzewodniczącym lubelskiej rady miasta. W kolejnej kadencji objął urząd prezydenta Lublina, utrzymał go w bezpośrednich wyborach w 2002. Cztery lata później w wyborach samorządowych bez powodzenia ubiegał się o reelekcję, zajmując trzecie miejsce.
W okresie PRL związany z Polskim Związkiem Katolicko-Społecznym. Z ramienia tej organizacji kandydował do Sejmu X kadencji. Kandydował bez powodzenia do Sejmu I kadencji w 1991 z list Chrześcijańskiej Demokracji. W wyborach w 1993 prowadził medialną kampanię wyborczą Koalicji dla Rzeczypospolitej w województwie lubelskim. Działał w Akcji Wyborczej Solidarność, następnie wstąpił do Prawa i Sprawiedliwości. W 2005 został członkiem Honorowego komitetu poparcia Lecha Kaczyńskiego w wyborach prezydenckich. Od 2006 do 2007 był przewodniczącym Sejmiku Województwa Lubelskiego oraz dyrektorem oddziału terenowego Agencji Nieruchomości Rolnych. W 2008 objął stanowisko wiceprezesa komunalnego Towarzystwa Budownictwa Społecznego „Nowy Dom” w Lublinie. W 2010 i w 2014 uzyskiwał reelekcję do sejmiku. Po wyborach w 2014 został jego wiceprzewodniczącym. W marcu 2017 został odwołany z tej funkcji. W 2018 nie kandydował ponownie w wyborach. W 2019 bez powodzenia startował do Sejmu.
Pełnił także funkcje wiceprezesa Związku Miast Polskich i wiceprezydenta Rady Gmin i Regionów Europy (CEMR). W 2019 został dyrektorem Wojewódzkiego Urzędu Pracy w Lublinie. Odwołano go z tego stanowiska w 2023. W 2024 ponownie uzyskał mandat radnego miejskiego w Lublinie. W lipcu 2024 został powołany przez Zarząd Województwa Lubelskiego na stanowisko pełniącego obowiązki dyrektora Muzeum Zamoyskich w Kozłówce. W lipcu 2025 w wyniku wygranego konkursu objął stanowisko dyrektora tej placówki.

## Odznaczenia
- Złoty Krzyż Zasługi (2005)[11]